# Bruce Straley
Bruce Straley es un director de videojuegos, artista y diseñador estadounidense. Anteriormente trabajó para el desarrollador de videojuegos Naughty Dog, conocido por su trabajo en los videojuegos The Last of Us y Uncharted 4: El desenlace del ladrón. El primer trabajo de Straley en videojuegos fue como artista en Western Technologies Inc, donde trabajó en el cartucho de seis juegos Menacer (1992) y en X-Men (1993). Posteriormente, formó una empresa llamada Pacific Softscape, donde trabajó como diseñador en Generations Lost (1994). Después de la disolución de la empresa, Straley fue contratado por Crystal Dynamics, donde trabajó como diseñador en Gex: Enter the Gecko (1998) y fue inicialmente el director del juego Gex 3: Deep Cover Gecko (1999); dejó la empresa a mitad del desarrollo de este último.
Straley fue contratado en Naughty Dog en 1999. Trabajó como artista en Crash Team Racing (1999) y en la serie Jak and Daxter (2001–2004). Posteriormente, se convirtió en codirector de arte en Uncharted: El tesoro de Drake (2007) y luego fue ascendido a director del juego Uncharted 2: El reino de los ladrones (2009). Más tarde fue elegido para liderar el desarrollo de The Last of Us (2013) como director del juego, un papel que continuó desempeñando durante el desarrollo de Uncharted 4: El desenlace del ladrón (2016). Straley ha recibido elogios por su trabajo, en particular por su labor en The Last of Us, que recibió numerosos premios y nominaciones. Dejó Naughty Dog en septiembre de 2017 y fundó su propio estudio, Wildflower Interactive, en marzo de 2021.

## Carrera
Bruce Straley creció en Florida. Sentía presión por parte de su madre para asistir a la escuela después de que su hermano y su hermana abandonaran sus estudios; como sentía que dibujar era su único talento, asistió a un instituto de arte y obtuvo un título en diseño publicitario. Cuando Straley oyó hablar de California por un amigo, decidió mudarse a Los Ángeles. Después de luchar por encontrar un trabajo en publicidad, solicitó un puesto de diseño artístico en Western Technologies Inc. En la entrevista de trabajo al día siguiente, un programador le mostró imágenes de Sonic the Hedgehog (1991) y le preguntó si podía crear arte similar; él dijo que sí, y le ofrecieron el trabajo al final del día. Trabajó durante un tiempo en un videojuego sobre Robosaurios, aunque finalmente fue cancelado.
Straley trabajó en dos juegos más en Western Technologies Inc: el cartucho de seis juegos Menacer en 1992 y X-Men en 1993. Posteriormente, formó una empresa, Pacific Softscape, junto con algunos exempleados de Western Technologies Inc. Allí trabajó como diseñador en Generations Lost en 1994. Se sentía demasiado inexperto para dirigir una empresa y no se llevaba bien con algunos de sus compañeros de trabajo, por lo que la compañía se disolvió en 1995. Abandonó la industria por un breve tiempo, viajando a Europa, antes de mudarse a San Francisco en 1996 y conseguir un trabajo en Crystal Dynamics gracias a un amigo. Allí, Straley trabajó junto a varios futuros empleados de Naughty Dog, incluyendo a Amy Hennig, quien más tarde se convertiría en directora creativa de la serie Uncharted, Evan Wells, quien más tarde sería copresidente de Naughty Dog, y Danny Chan, quien posteriormente trabajó como programador principal en Crash Team Racing (1999).
Straley trabajó como diseñador en Gex: Enter the Gecko (1998) y fue ascendido a director del juego Gex 3: Deep Cover Gecko (1999). Por esa época, algunos de sus compañeros de trabajo, incluyendo a Wells y Chan, se habían trasladado a Naughty Dog en Santa Mónica; Straley, descontento con el desarrollo de Gex 3: Deep Cover Gecko y extrañando a sus amigos, los siguió y conoció al cofundador de Naughty Dog, Jason Rubin. Habiendo dejado el proyecto durante su desarrollo, Straley fue acreditado por «arte adicional» en Gex 3: Deep Cover Gecko. En marzo de 1999, Straley fue contratado en Naughty Dog; fue el decimoquinto empleado.
En Naughty Dog, Straley trabajó como artista en Crash Team Racing en 1999. Aunque fue contratado como artista de texturas, el pequeño tamaño del equipo hizo que Straley desempeñara varios trabajos, incluyendo diseño, modelado de fondos, animación de primeros planos, entre otros. A medida que el tamaño del estudio creció, las tareas se volvieron más específicas. Straley actuó como artista en Jak and Daxter: The Precursor Legacy (2001), Jak II: El renegado (2003) y Jak 3 (2004). Se le atribuye la creación de la tecnología que gestionaba la apariencia de la serie Jak and Daxter, además de poseer el conocimiento para comprender las características técnicas y artísticas, sirviendo como puente de comunicación entre ambos departamentos. Para Uncharted: El tesoro de Drake (2007), Straley fue nombrado codirector de arte, junto a Bob Rafei, lo cual implicó avanzar la tecnología del equipo de la PlayStation 2 a la PlayStation 3. Luego se le asignó el papel de director del juego Uncharted 2: El reino de los ladrones, que fue lanzado en 2009.

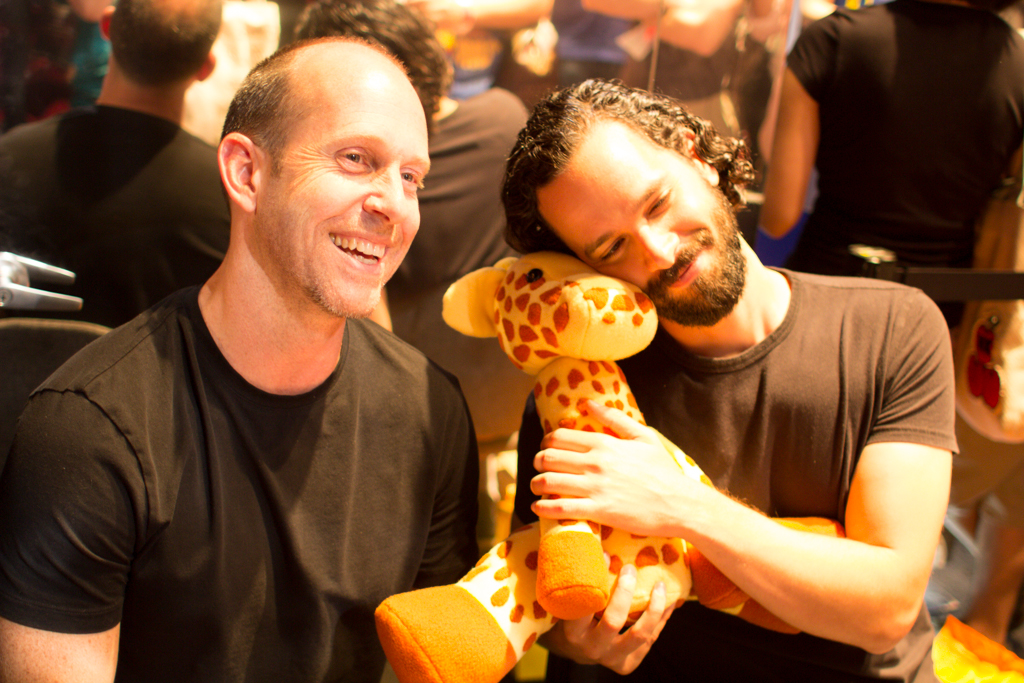
Straley (izquierda) con el director creativo Neil Druckmann (derecha) en el PAX Prime de 2014. Ambos trabajaron estrechamente durante el desarrollo de The Last of Us y Uncharted 4: El desenlace del ladrón, entablando una amistad que describieron en broma como un «matrimonio».

Tras el desarrollo de Uncharted 2: El reino de los ladrones, Naughty Dog se dividió en dos equipos para trabajar en proyectos simultáneamente. Mientras un equipo trabajaba en Uncharted 3: La traición de Drake (2011), los copresidentes Evan Wells y Christophe Balestra eligieron a Straley y Neil Druckmann para liderar la producción de un nuevo juego; Straley fue seleccionado como director del juego, basándose en su experiencia y en su trabajo en proyectos anteriores. Aunque originalmente iban a desarrollar un nuevo juego de la serie Jak and Daxter, el equipo sintió que «no estaban haciendo justicia a los admiradores de la franquicia», decidiendo crear un nuevo juego titulado The Last of Us (2013).
Straley y Druckmann habían trabajado juntos previamente en Uncharted 2: El reino de los ladrones y descubrieron que compartían intereses similares. Durante el desarrollo de The Last of Us, Straley y Druckmann solían bromear diciendo que su relación era «como un matrimonio», en el que tenían muchas ideas diferentes, pero en última instancia deseaban alcanzar el mismo objetivo. El papel de Straley en el desarrollo de The Last of Us fue encargarse de la jugabilidad. En las últimas semanas de desarrollo, Straley asumió tareas de distintos departamentos que estaban ocupados con otras labores; por ejemplo, se le vio acomodando manualmente los textos en las pantallas de entrenamiento del juego, una tarea que el artista principal Nate Wells encontró inusual. Este comentó: «¡Nunca había oído hablar de un director de juego haciendo eso! Eso es como una tarea para un becario». En la Electronic Entertainment Expo de 2012, Straley presentó una demostración de jugabilidad de The Last of Us en la conferencia de prensa de Sony; su postura en el escenario se convirtió en un meme de internet, que fue referida como «el Bruce». El juego se lanzó el 14 de junio de 2013, con gran aclamación crítica. Por su trabajo en el juego, Straley y Druckmann fueron nominados a mejor director por The Daily Telegraph; el premio finalmente fue otorgado a Davey Wreden por su trabajo en The Stanley Parable (2013). Posteriormente, Straley continuó con su papel como director del juego The Last of Us: Left Behind (2014), un contenido descargable y expansión del juego de 2013.
Tras la salida de Hennig de Naughty Dog en marzo de 2014, se anunció que Straley y Druckmann estaban trabajando en Uncharted 4: El desenlace del ladrón (2016) como director del juego y director creativo, respectivamente. Informes iniciales afirmaron que Hennig había sido «forzada a salir» de Naughty Dog por Straley y Druckmann, aunque Wells y Balestra posteriormente lo negaron. Straley presentó demostraciones de jugabilidad de Uncharted 4: El desenlace del ladrón en el PlayStation Experience de diciembre de 2014 y en el Electronic Entertainment Expo de 2015 en junio. El juego fue lanzado el 10 de mayo de 2016, con gran aclamación crítica. Por su trabajo en el juego, Straley ganó el premio a mejores efectos visuales en los premios Visual Effects Society de 2013, junto a los artistas de efectos visuales Eben Cook e Iki Ikram. Tras el lanzamiento de Uncharted 4: El desenlace del ladrón, Straley se tomó un descanso de producir; no volvió para dirigir The Last of Us Part II (2020). El 13 de septiembre de 2017, Straley anunció su salida de Naughty Dog, afirmando que «encontró su energía enfocándose en otras direcciones» después de su descanso. Su decisión de irse también se debió en parte al agotamiento; su relación con Naughty Dog y Sony se volvió tensa. Tras la falta de reconocimiento a Straley en la serie de televisión The Last of Us en 2023, consideró el apoyo a la sindicalización en la industria de los videojuegos, diciendo que podría ser necesario «para proteger a los creadores».
Straley trabajó como asesor de historia en Chained: A Victorian Nightmare (2018), una experiencia teatral de realidad virtual. Fue galardonado con el premio Vanguardia en el Fun & Serious Game Festival de diciembre de 2019. Después de dejar la industria en 2017, Straley no estaba seguro de querer seguir haciendo videojuegos; sin embargo, tras reflexionar más sobre el medio, «una idea siguió rondándolo». Él y algunos amigos comenzaron a hacer prototipos y, posteriormente, decidieron crear un estudio, Wildflower Interactive, fundado el 11 de marzo de 2021 y anunciado en julio de 2022. Como director del estudio, Straley quiere que este sea «inclusivo, equitativo y colaborativo». El estudio opera en un entorno de trabajo completamente remoto.

## Obras

### Videojuegos
| Año  | Título                                | Papel                      |
| ---- | ------------------------------------- | -------------------------- |
| 1992 | Cartucho de seis juegos Menacer       | Artista                    |
| 1993 | X-Men                                 | Arte, diseño               |
| 1994 | Generations Lost                      | Diseñador                  |
| 1996 | Mr. Bones                             | Animación adicional        |
| 1998 | Gex: Enter the Gecko                  | Diseñador                  |
| 1999 | Gex 3: Deep Cover Gecko               | Arte adicional             |
| 1999 | Crash Team Racing                     | Artista                    |
| 2001 | Jak and Daxter: The Precursor Legacy  | Artista                    |
| 2003 | Jak II: El renegado                   | Artista                    |
| 2004 | Jak 3                                 | Artista                    |
| 2007 | Uncharted: El tesoro de Drake         | Codirector de arte         |
| 2009 | Uncharted 2: El reino de los ladrones | Director del juego         |
| 2013 | The Last of Us                        | Director del juego         |
| 2014 | The Last of Us: Left Behind           | Director del juego         |
| 2016 | Uncharted 4: El desenlace del ladrón  | Director del juego         |
| 2017 | Gorogoa                               | Agradecimientos especiales |
| 2018 | Chained: A Victorian Nightmare        | Asesor de historia         |

### Literatura
| Año  | Título                    | Papel                   | Notas                                                |
| ---- | ------------------------- | ----------------------- | ---------------------------------------------------- |
| 2013 | The Art of The Last of Us | Escritor (introducción) | con Neil Druckmann                                   |
| 2014 | The Art of Naughty Dog    | Escritor (secciones)    | con Neil Druckmann, Evan Wells y Christophe Balestra |

### Cine y televisión
| Año  | Título                          | Notas                 |
| ---- | ------------------------------- | --------------------- |
| 2013 | Grounded: Making The Last of Us | Documental            |
| 2015 | Conversations with Creators     | Serie web, episodio 2 |

## Premios y nominaciones
| Fecha                   | Premiación                                               | Categoría                | Galardonado(s)                       | Resultado | Ref.   |
| ----------------------- | -------------------------------------------------------- | ------------------------ | ------------------------------------ | --------- | ------ |
| 31 de diciembre de 2013 | Premios a los videojuegos de 2013 de The Daily Telegraph | Mejor director           | Bruce Straley y Neil Druckmann       | Nominado  | [ 29 ] |
| 7 de febrero de 2017    | Premios Visual Effects Society                           | Mejores efectos visuales | Bruce Straley, Eben Cook e Iki Ikram | Ganadores | [ 36 ] |
| 11 de diciembre de 2019 | Fun & Serious Game Festival                              | Premio Vanguardia        | Bruce Straley                        | Ganador   | [ 42 ] |